# Novae-Kahlkopf-Uakari
Der Novae-Kahlkopf-Uakari (Cacajao novaesi) ist eine Primatenart aus der Gattung der Uakaris innerhalb der Sakiaffen (Pitheciidae). Er kommt im westlichen brasilianischen Amazonasbecken (Bundesstaat Amazonas) im Gebiet zwischen Rio Gregório und Rio Tarauacá vor. Die südliche Grenze des Verbreitungsgebietes ist nicht bekannt.

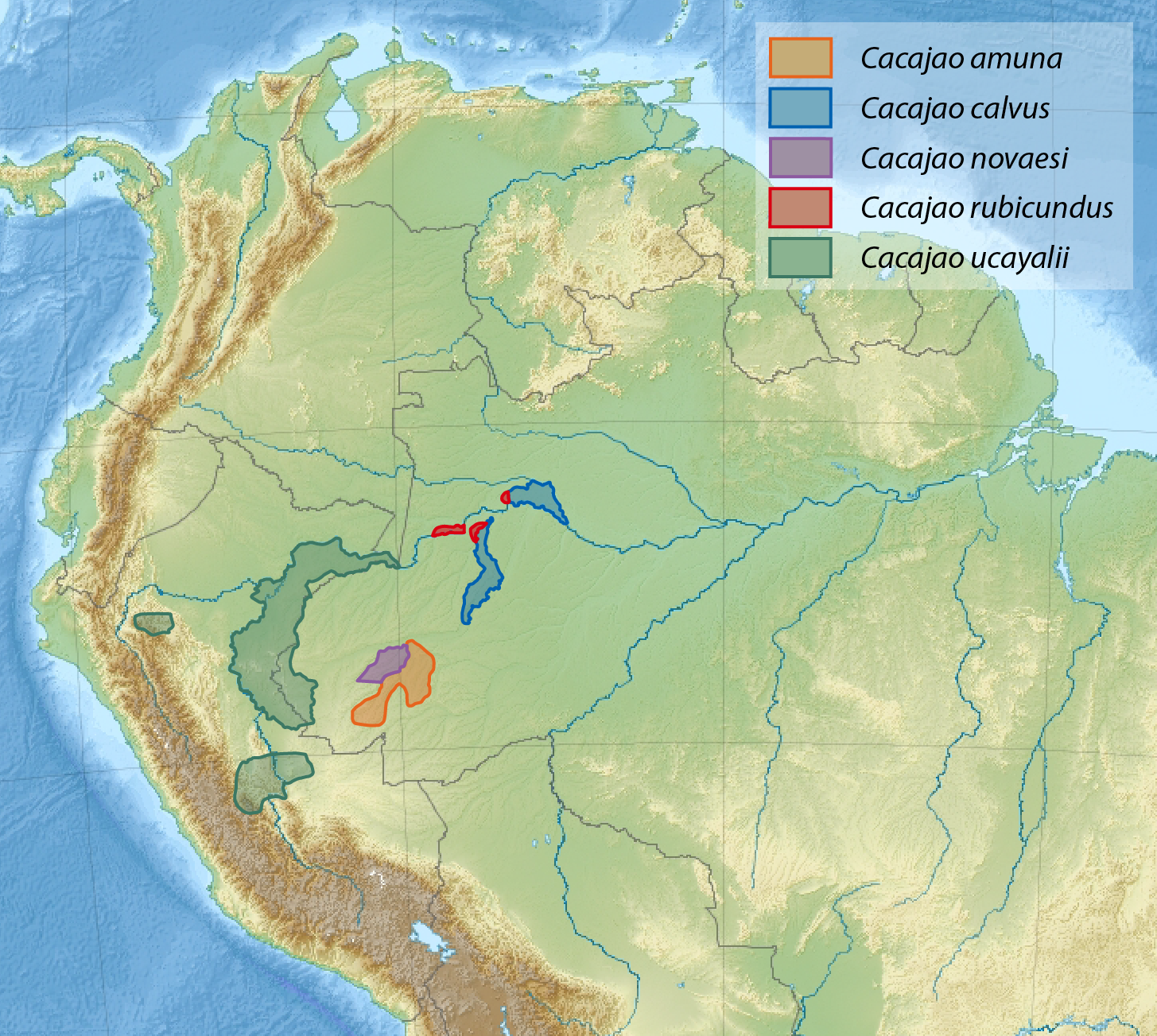
Violett – das Verbreitungsgebiet des Novae-Kahlkopf-Uakaris

## Merkmale
Wie alle Kahlkopf-Uakaris ist der Novae-Kahlkopf-Uakari durch einen roten, unbehaarten Kopf, ein langes, zotteliges Fell und einen relativ kurzen, buschigen Schwanz charakterisiert. Das Fell ist zum größten Teil rötlich-orange, bei einigen Individuen auch rötlich-kastanienfarben. Der Nacken, die Schultern und der obere bzw. vordere Rückenbereich sind hell orangefarben. Im Fell von Armen und Beinen befinden sich zahlreiche gelbliche Haare und Haare, deren Basis rötlich-orange ist und deren Spitzen gelblich sind, so dass sich insgesamt eine rötlich-orange Färbung ergibt.

## Systematik
Der Novae-Kahlkopf-Uakari wurde 1987 durch den US-amerikanischen Mammalogen Philip Hershkovitz im Zuge einer Revision der Gattung Cacajao als Unterart von Cacajao calvus erstmals beschrieben. Mit der Einführung eines fünften Taxons (Cacajao amuna) in der Gruppe der Kahlkopf-Uakaris im Mai 2022 erhielten alle Unterarten den Status eigenständiger Arten. Alle Kahlkopf-Uakaris sind nah miteinander verwandt und wurden sich erst in den letzten 300.000 Jahren mit der Ausbildung des heutigen Systems von Flüssen und Flussinseln voneinander getrennt. Der Novae-Kahlkopf-Uakari ist die Schwesterart einer von den beiden anderen rötlich befellten Kahlkopf-Uakaris, des Roten Uakaris (Cacajao rubicundus) und des Ucayali-Kahlkopf-Uakaris (Cacajao ucayalii) gebildeten Klade.

## Gefährdung
Aufgrund von Jagd und Entwaldung listet die IUCN den Novae-Kahlkopf-Uakari als gefährdet.